# 三和町下三坂
三和町下三坂（みわまち しもみさか）は、福島県いわき市の大字である。郵便番号は970-1376。

## 地理
いわき市中部の三和地区に属する。北東で川前町川前、南東で三和町差塩、南で三和町上市萱、西で三和町中三坂、北西で田村郡小野町塩庭、北で田村郡小野町南田原井とそれぞれ隣接する。概ね町村制施行以前の磐前郡下三坂村の流れを汲む地域である。二級水系夏井川水系三坂川下流域を主な範囲とする。三坂川をはじめとする川沿いの平地に水田が広がり、北側の山裾に住宅が建ち並ぶ。内郷御厩町内に所在するいわき中央警察署及び三和町下市萱に所在する内郷消防署三和分遣所がそれぞれ管轄にあたる。

### 主な字
字
- 後沢
- 永久保
- 石会
- 明戸
- 仲居
- 小風呂内

- 向谷
- 南山
- 谷合
- 南作
- 赤坂
- 川田

- 川向
- 入合
- 日向
- 道ノ上
- 北山
- 中作

- 立町
- 中ノ町
- 坂下
- 原
- 家ノ前
- 東山

### 山岳
- 一本山毛欅

### 河川
二級水系夏井川水系
- 三坂川
  - 藤内滝
  - 赤坂川
  - 櫛引川

## 歴史
- 1879年1月27日 - 笠間藩領下三坂上村、下三坂下村が福島県内における郡区町村制の施行により磐前郡の村となる[4]。
- 1882年6月5日 - 下三坂上村、下三坂下村が合併し、磐前郡下三坂村が成立する[4]。
- 1889年4月1日 - 町村制の施行により下三坂村が中三坂村、上三坂村、差塩村と合併し三阪村が発足する。旧下三坂村域は三坂村の大字となる。[4]。
- 1896年4月1日 - 磐前郡と周辺郡との合併により石城郡が発足し、石城郡三阪村となる[4]。
- 1955年2月11日 - 石城郡三阪村が永戸村、沢渡村と合併し三和村となり、三和村の大字となる[4]。
- 1966年10月1日 - 三和村が平市・磐城市・常磐市・勿来市・内郷市、石城郡遠野町・四倉町・小川町・川前村・田人村・好間村、双葉郡久之浜町・大久村と合併しいわき市となり、いわき市三和地区の大字となる[4]。

## 世帯数と人口
2023年10月31日現在の世帯数と人口は以下の通りである。
| 大字         | 世帯数  | 人口  |
| ------------ | ------- | ----- |
| 三和町下三坂 | 105世帯 | 232人 |

## 小・中学校の学区
市立小・中学校に通う場合、学区は以下の通りとなる。
| 番地 | 小学校               | 中学校               |
| ---- | -------------------- | -------------------- |
| 全域 | いわき市立三和小学校 | いわき市立三和中学校 |

## 交通

### 道路
- 磐越自動車道
- 福島県道66号小名浜小野線
- 福島県道358号川前停車場上三坂線

## 施設
- 下三坂体育館
- 下三坂運動広場
- 塩竈神社
- 阿弥陀堂
- 三峯山大権現
- 長泉寺
- 浄心寺
- 下三坂の種まき桜